# Rainer-Micsinyei Nóra
Rainer-Micsinyei Nóra (Budapest, 1988. szeptember 17. – ) magyar színésznő.

## Élete és pályafutása
Édesapja Rainer M. János történész, édesanyja egyetemi tanár. Szülei tízenegy éves korában elváltak.
2001–2007 között az Alternatív Közgazdasági Gimnázium tanulója volt. 2007–2008 között a Nemes Nagy Ágnes Művészeti Szakközépiskola tanulója volt, ahol színész II. képesítést szerzett. 2008–2013 között a Kaposvári Egyetem színművész szakos hallgatója volt. Tanárai voltak: Jeles András, Mohácsi János, Kocsis Pál, Rusznyák Gábor, Réthly Attila. Az egyetemi gyakorlatát a székesfehérvári Vörösmarty Színházban, a Centrál Színházban, a Budaörsi Játékszínben és a Jurányi Inkubátorházban töltötte. 2013–2015 között a Szputnyik Hajózási Társaság tagja volt. 
2015-től szabadúszó, több színházban is szerepelt. 2025-től a Loupe Színházi Társulás tagja.

## Film- és tévészerepei
- Munkaügyek (2014) – fodrász
- Laci (rövidfilm, 2015)
- Boglárka (rövidfilm, 2015)
- Sohavégetnemérős (2016) – Gabi
- Testről és lélekről (2017) – Sári
- Tóth János (2017) – Pannika
- Oltári csajok (2017)
- Most van most (2019) – Róbert felesége
- Nofilter (2019) – Anna
- Békeidő (2020) – színházi néző
- A tanár (2021)
- Űrpiknik (2021) – Timi
- Bűnös város (rövidfilm, 2021) – bráNER menedzser
- A legjobb dolgokon bőgni kell (2021) – Maja
- Toxikoma (2021) – Olga
- A besúgó (2022) – Lilla
- A gyémánt út pora (2022) – nővér
- A Király (2022–2023) – Zámbó Marietta
- Valami Amerika (2023) – Napsi